# Меган Абът
Меган Абът (на английски: Megan Abbott) е американска сценаристка, продуцентка, журналистка, блогърка и писателка на произведения в жанра криминален роман, трилър, драма и документалистика.

## Биография и творчество
Меган Абът е родена на 21 август 1971 г. в Детройт, Мичиган, САЩ. Завършва Мичиганския университет с бакалавърска степен по английска филология. Продължава образованието си в Нюйоркския университет, където получава през 2000 г. докторска степен по английска и американска литература с дисертация, изследваща творчеството на Реймънд Чандлър, Честър Хаймс и Джеймс М. Кейн. След дипломирането си преподава в Държавния университет на Ню Йорк и в университета „Новото училище“.
През 1998 г. се омъжва за писателя Джошуа Гейлорд. Развеждат се през 2011 г.
През 2002 г. публикува своето научно изследване „The Street Was Mine“ (Улицата беше моя: Бялата мъжественост в литературата и филмите ноар).
Вдъхновена от класическите филми ноар и книгите в жанра ноар, и от творчеството на писателя Джефри Юдженидис, започва да пише криминални романи. Първият ѝ роман „Die a Little“ (Умрирай малко) е издаден през 2005 г.
След първите си три романа, с романа „Bury Me Deep“ (Погребете ме дълбоко) тя се фокусира върху нещо по-различно: живота на тийнейджърите в предградията, и по-специално – „гадните момичета“. Това е водеща тема в романите ѝ „Краят на всичко“, „Dare Me“ (Предизвикай ме) и бестселъра „You Will Know Me“ (Ще ме познаеш).
В периода 2013 – 2014 г. е писател-резидент в Университета на Мисисипи.
Удостоена е с редица награди за криминална литература, включително „Едгар“, „Бари“ и „Антъни“.
Като журналист пише за национални списания и вестници, включително „Лос Анджелис Таймс“ и „Гардиън“. Поддържа блог заедно с писателката Сара Гран.
Участва като сценарист за програмата на HBO – „The Deuce“, което се занимава с порнографията и мафията в Ню Йорк през 70-те години и след това. Участва като сценарист в популярния сериал „Нюйоркска комбина“ с участието на Джеймс Франко и Маги Джилънхол. По романа ѝ „Dare Me“ е направен едноименен сериал с участието на Уила Фицджералд и Херизен Гуардиола.
Меган Абът живее със семейството си във Форест Хилс, Ню Йорк.

## Произведения

### Самостоятелни романи
- Die a Little (2005)
- The Song Is You (2007)
- Queenpin (2007) – награда „Бари“, награда „Едгар“
- Bury Me Deep (2009)
- The End of Everything (2011)
Краят на всичко, изд.: ИК „Обсидиан“, София (2011), прев. Красимира Абаджиева
- Dare Me (2012)
- The Fever (2014)
- You Will Know Me (2016)
- Give Me Your Hand (2018)
- The Turnout (2021)
- Beware the Woman (2023)
Пази се от мен, изд.: ИК „Обсидиан“, София (2023), прев. Надежда Розова

### Графични романи
- Normandy Gold (2018)

### Участие в общи серии с други писатели

#### Серия „Библиографски мистерии“ (Bibliomysteries)
21. The Little Men (2015) – награда „Антъни“, награда „Макавити“
от серията има още 39 романа от различни автори

### Сборници
- Phoenix Noir (2009) – с Лий Чайлд, Джеймс Сийлис, Луис Алберто Уреа, Джон Талтън, Диана Габалдон, Чарлз Кели, Робърт Англен, Патрик Миликин, Лора Тохей, Кърт Рейшенбо, Гари Филипс, Дейвид Корбет, Дон Уинслоу, Дого Бари Греъм, и Стела Поуп Дуарте
- In Sunlight or In Shadow (2016) – разкази, с Джил Д. Блок, Робърт Олън Бътлър, Лий Чайлд, Николас Кристофър, Майкъл Конъли, Джефри Дивър, Крейг Фъргюсън, Стивън Кинг, Джо Лансдейл, Гейл Левин, Уорън Мур, Джойс Карол Оутс, Крис Нелскот, Джъстин Скот, Джонатан Сантлоуфър
Нощни птици : разкази, вдъхновени от картините на Едуард Хопър, изд.: ИК „Бард“, София (2017), прев. Владимир Германов

### Документалистика
- The Street Was Mine (2002)

### Екранизации
- 2017 – 2018 Нюйоркска комбина, The Deuce – ТВ сериал, 3 епизода
- 2019 – 2020 Dare Me – ТВ сериал, 13 епизода, продуцент